# Max (Nebraska)
Max ist eine nicht inkorporierte Siedlung im Dundy County, Nebraska, Vereinigte Staaten. Sie liegt auf einer Höhe von 880 Metern über dem Meeresspiegel. Im Jahr 2020 lebten 50 Einwohner in Max.
Max liegt im östlichen Dundy County am U.S. Highway 34 im Tal des Republican River. Über die US 34 geht es 14 km südwestlich nach Benkelman, dem County Seat, und 16 km östlich nach Stratton.

## Geschichte
Die erste Ansiedlung in Max erfolgte im Jahr 1880.  Die Gemeinde benannte sich zu Ehren des Postmeisters, Max Monivisin.